# Steraspis ceardi
Steraspis (Steraspis) ceardi – gatunek chrząszcza z rodziny bogatkowatych i podrodziny Chrysochroinae.
Pokrywy z czerwonym obrzeżeniem. Spód ciała z łatkami szarego owłosienia u nasady sternitów odwłoka, pod którymi oskórek jest ciemny. Kształt ciała bardziej eliptyczny, a wierzchołkowy sternit odwłoka samicy silniej wcięty niż u S. squamosa.
Chrząszcz endemiczny dla Maghrebu. Lokalizacją typową są okolice Baszszaru w Algierii, gdzie znaleziono go na sumaku (Rhus). Gigli wspomina o jego występowaniu w południowym Maroku.